# Bolivina
Bolivina es un género de foraminífero bentónico de la familia Bolivinidae, de la superfamilia Bolivinoidea, del suborden Buliminina y del orden Buliminida. Su especie tipo es Bolivina plicata. Su rango cronoestratigráfico abarca desde el Maastrichtiense (Cretácico superior) hasta la Actualidad.

## Discusión
Clasificaciones previas incluían Bolivina en el suborden Rotaliina del orden Rotaliida.

## Clasificación
Se han descrito numerosas especies de Bolivina. Entre las especies más interesantes o más conocidas destacan:
- Bolivina acerosa
- Bolivina affiliata
- Bolivina alata
- Bolivina albatrossi
- Bolivina barnwelli
- Bolivina beyrichi
- Bolivina cacozela
- Bolivina finlayi
- Bolivina incrassata
- Bolivina lapsus
- Bolivina lutosa
- Bolivina mahoenuica
- Bolivina mantaensis
- Bolivina mitcheli
- Bolivina moodyensis
- Bolivina petiae
- Bolivina plicata
- Bolivina plicatella
- Bolivina pontis
- Bolivina pseudoplicata
- Bolivina pukeuriensis
- Bolivina pygmaea
- Bolivina reticulata
- Bolivina robusta
- Bolivina seminuda
- Bolivina silvestrina
- Bolivina spathulata
- Bolivina tectiformis
- Bolivina turbiditorum
- Bolivina variabilis
- Bolivina vellai
- Bolivina wanganuiensis
- Bolivina watti
- Bolivina zedirecta

Un listado completo de las especies descritas en el género Bolivina puede verse en el siguiente anexo.
En Bolivina se han considerado los siguientes subgéneros:
- Bolivina (Brizalina), también aceptado como género Brizalina y/o como Bolivina
- Bolivina (Desinobulimina), también considerado como género Desinobulimin y aceptado como Globobulimina
- Bolivina (Latibolivina), aceptado como género Latibolivina
- Bolivina (Loxostomina), aceptado como género Loxostomina
- Bolivina (Loxostomoides), aceptado como género Loxostomoides
- Bolivina (Loxostomum), aceptado como género Loxostomum
- Bolivina (Proroporus), aceptado como género Proroporus